# Chris Stewart (baseball)
Pour les articles homonymes, voir Chris Stewart (homonymie) et Stewart.
Christopher David Stewart (né le 19 février 1982 à Fontana, Californie, États-Unis) est un receveur des Ligues majeures de baseball jouant pour les Pirates de Pittsburgh.

## Carrière
Chris Stewart est repêché en 12e ronde par les White Sox de Chicago en 2001. Il joue son premier match dans les majeures avec eux le 6 septembre 2006 mais ne dispute que six parties en fin de saison. En janvier 2007, il passe aux Rangers du Texas en retour d'un lanceur des ligues mineures, John Lujan.
Stewart dispute 17 parties pour Texas au cours d'une saison 2007 passée principalement en ligues mineures. Pour les Rangers, il affiche une moyenne au bâton de ,243 au cours de ces quelques matchs, avec trois points produits. C'est avec les Rangers qu'il réussit son premier coup sûr dans les majeures, le 9 avril 2007 aux dépens du lanceur Shawn Camp, des Devil Rays de Tampa Bay.
Devenu agent libre, Stewart se joint aux Yankees de New York mais n'apparaît que dans un seul de leurs matchs en 2008, passant une fois de plus l'année dans les ligues mineures. En 2009, tout comme l'année précédente, il est assigné aux Yankees de Scranton/Wilkes-Barre, le club-école de l'équipe new-yorkaise dans la Ligue internationale.
Nouveau contrat en poche, Stewart joue en 2010 pour le club-école des Padres de San Diego et est rappelé dans les majeures pour deux parties en cours de saison.

### Giants de San Francisco
En janvier 2011, il signe comme agent libre avec les Giants de San Francisco, qui l'assignent en Triple-A à Fresno dans la Ligue de la côte du Pacifique. La sérieuse blessure subie en cours de saison par le receveur vedette des Giants Buster Posey amène l'équipe à rappeler Chris Stewart dans les majeures. Le 9 août 2011 à San Francisco, il frappe son premier coup de circuit dans les majeures, face au lanceur James McDonald des Pirates de Pittsburgh.

### Yankees de New York

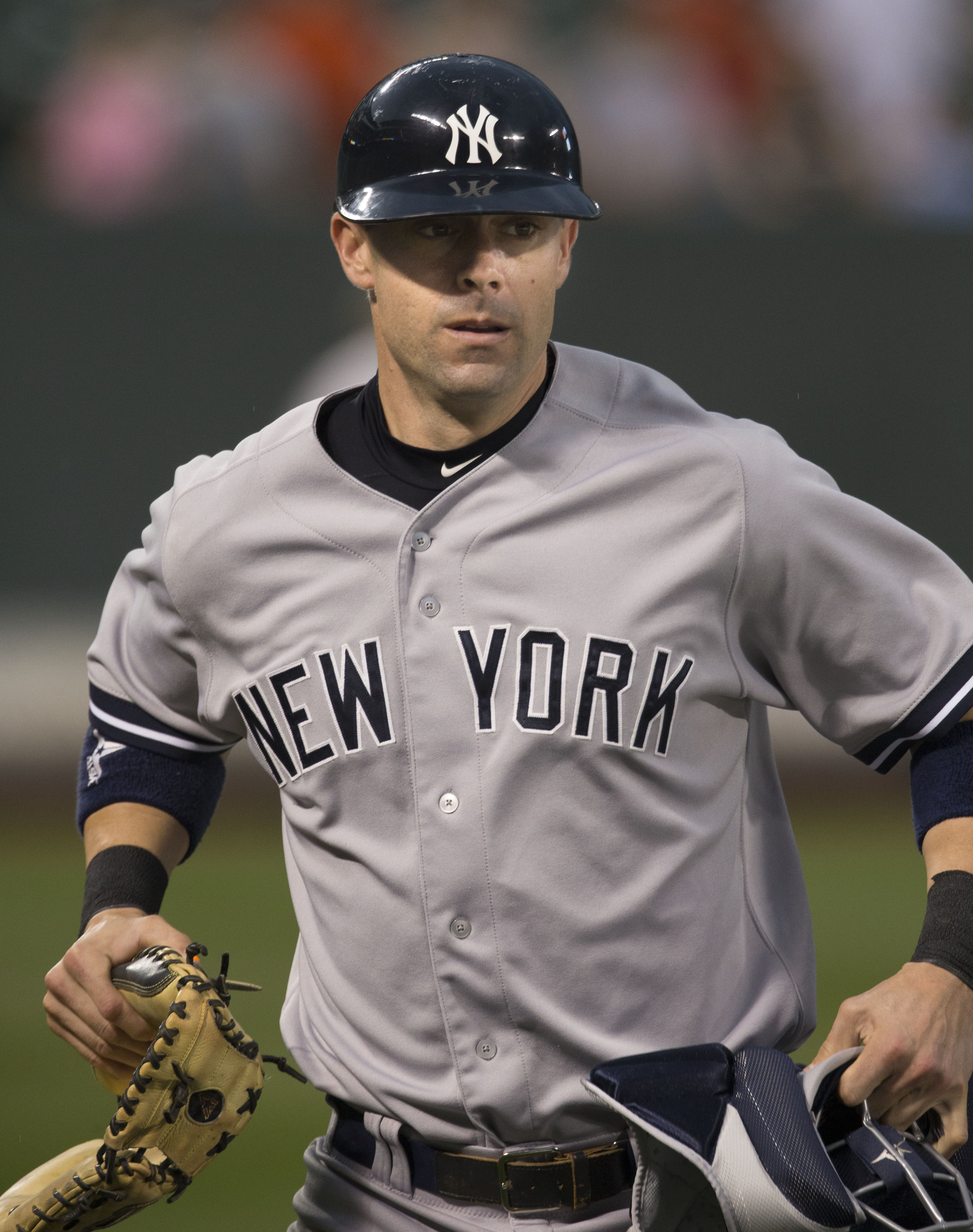
Chris Stewart en 2013 avec les Yankees.

Le 4 avril 2012, les Giants échangent Stewart aux Yankees de New York en retour du lanceur de relève George Kontos.
Stewart joue 55 parties en 2012 comme substitut à Russell Martin. En 2013, il entre en jeu dans 109 matchs des Yankees. C'est la première fois dans les majeures qu'il est le principal receveur utilisé par son club. En 165 parties en deux ans à son second séjour à New York, Stewart frappe pour ,221 avec 5 circuits et 38 points produits. En 2012, il participe pour la première fois à un match de séries éliminatoires lorsqu'il joue deux manches derrière le marbre dans le 4e et dernier match de la Série de championnat de la Ligue américaine qui confirme l'élimination des Yankees.

### Pirates de Pittsburgh
Chris Stewart retrouve son ancien coéquipier Russell Martin, devenu receveur principal des Pirates de Pittsburgh, lorsque les Yankees l'échangent à ce club le 2 décembre 2013.